# Mermessus hebes
Mermessus hebes är en spindelart som först beskrevs av Alfred Frank Millidge 1991.  Mermessus hebes ingår i släktet Mermessus och familjen täckvävarspindlar.
Artens utbredningsområde är Venezuela. Inga underarter finns listade i Catalogue of Life.